# Parantica grammica
Parantica grammica är en fjärilsart som beskrevs av Jean Baptiste Boisduval 1858. Parantica grammica ingår i släktet Parantica och familjen praktfjärilar. Inga underarter finns listade i Catalogue of Life.